# 来楽零
来楽 零（らいらくれい、1983年5月6日 - ）は、日本の小説家・ライトノベル作家。千葉県在住。血液型はA型。立教大学文学部卒業。日本推理作家協会会員。
ペンネームの由来は花のライラックから。

## 経歴
- 2005年に『哀しみキメラ』で第12回電撃小説大賞金賞を受賞し、同作品でデビューを果たす。

## 作品リスト

### 小説
- 哀しみキメラ (電撃文庫、2006年2月 - 2007年6月)
- ロミオの災難 (電撃文庫、2008年1月)
- Xトーク (電撃文庫、2008年6月)
- 6―ゼクス (電撃文庫、2012年2月)
- K SIDE:RED (講談社BOX、2012年11月)
- K 赤の王国 (講談社BOX、2016年8月)

### 漫画原作
- 死んで花実が咲き誇る（マガジンポケット、2024年2月 - 2025年5月）

### アニメ脚本
- K - 第4・6・10話脚本
- AYAKA -あやか- - 第1・10話脚本／シリーズ構成も担当